# 腐葉土
腐葉土（Leaf Mould），是由喬木及灌木的葉經真菌分解後生成的土壤。这种土壤是一般因为太乾，酸性，或低氮而难以经过细菌分解。

## 描述
落葉含有極高比例的木質素及纖維素等碳素高的物質（一般佔總重比的70%以上），因此它們自然分解的過程非常緩慢。有鑑於此，將落葉個別地收集並儲存能加快其他物質的分解。簡單的方法是用塑膠袋把收集到的葉片儲存（污染程度高的葉片如馬路旁等不宜選擇），經一至兩年後打開即可完全使用。較大型的收集方法可用鐵線圍成一個一米乘一米的收集空間，在完成收集後用纸板或布蓋好以減少風乾。
整個過程約需要一至兩年，才可以把落葉變成富營養的腐殖質。完成後會散發出如古老森林般令人回憶的香氣。雖然以作為肥料的氮、磷及鉀的比例偏低，但卻因為有很高比例的有機質，因此作為土壤調理劑或覆蓋物均十分理想。

## 加快速度
常見加快腐化速度的方法用旋转割草机先將葉片弄碎，加入適量的水及並每周攪拌。也有研究指出加入剛除下的雜草可加快速度。最理想的條件是保持濕潤，溫度約在60℃附近並適當攪拌。

## 外部連結
- （英文） Using leaves for composting
- （英文） Leaves & Leaf Mold, nature's mulch & top-coating （页面存档备份，存于） at  The Garden of Paghat
- （英文） BBC Gardening How to Make Leaf Mould （页面存档备份，存于）
- （英文） Waste Aware Scotland Leaf Mould （页面存档备份，存于）
- （英文） Leaf Mould for Beginners （页面存档备份，存于）
- （英文） Green Fingers How to Make Leaf Mould （页面存档备份，存于）
- （英文） Rachel the Gardener's Leaf Mould Tips and Hints